# قومية سلافية
القومية السلافية هي حركة تبلورت في أواسط القرن التاسع عشر، وهي أيديولوجية سياسية مهتمة بتطوير وتماسك ووحدة الشعوب المتحدثة باللغات السلافية. مارست الحركة تأثيرها الأكبر في بلاد البلقان، حيث حكمت الإمبراطوريات غير السلافية الشعوب السلافية الجنوبية لقرون. كانت أهم القوى العظمى الحاكمة في تلك المنطقة هي الإمبراطورية البيزنطية والإمبراطورية النمساوية المجرية (كدولتين منفصلتين خلال معظم هذه الفترة) والدولة العثمانية وجمهورية البندقية.

## أصول الحركة
بدأت القومية السلافية الواسعة بشكل مشابه لرابطة الشعوب الجرمانية، إذ نمت كل منهما انطلاقًا من مشاعر الوحدة والقومية التي عاشتها المجموعات العرقية المختلفة بعد الثورة الفرنسية والحروب النابليونية التالية لها ضد القوى الملكية الأوروبية. كما هو حال الحركات القومية الرومانتيكية الأخرى، شجع المثقفون السلافيون في مجالات التاريخ والفلسفة والفلكلور على الاهتمام بهويتهم وأصلهم المشترك. تزامنت حركة القومية السلافية العظمى مع الاستقلال السلافي الجنوبي.
من الرموز المستخدمة بشكل شائع في الحركة القومية السلافية نذكر ألوان الوحدة السلافية (الأزرق والأبيض والأحمر) والنشيد القومي «هي سلافيني» (أيها السلافيون).
أما عن رواد حركة القومية السلافية، فكان منهم الكاتب الكرواتي فينكو بريبوييفيتش في القرن السادس عشر، ومن القرن السابع عشر ألكسندر كومولوفيتش وبارتول كاسيتش وإيفان غوندوليتش والمبشر الكاثوليكي الكرواتي يوراي كريجانيتش. نُسبت بعض المظاهر الأولى للفكر القومي السلافي ضمن السلطة الملكية لعائلة هابسبورغ إلى كل من آدم فرانز كولار وبافل يوزيف سافاريك. بدأت الحركة بعد انتهاء الحروب النابليونية عام 1815. في إثر هذه الحروب، سعى قادة أوروبا إلى استعادة الوضع الراهن الذي كان سائدًا في السابق. في مؤتمر فيينا، شعر الأمير كليمنس فون مترنيش بأن الخطر المهدد لبقاء الوضع الراهن في النمسا تجسد بالوطنيين المطالبين بالاستقلال عن الإمبراطورية. في حين انتمى أفراد الإمبراطورية إلى عدد من المجموعات العرقية والقومية (مثل الإيطاليين والرومانيين والمجريين..)، مثل السلافيون معظم التعداد السكاني لأتباع الإمبراطورية.

## المؤتمر السلافي العام الأول: براغ 1848
عُقد المؤتمر السلافي الأول في مدينة براغ في بوهيميا بتاريخ يونيو من عام 1848، خلال الحركة الثورية لعام 1848. كان التشيكيون قد رفضوا إرسال ممثلين إلى برلمان فرانكفورت لشعورهم بحصول السلاف على اهتمام مميز من قبل الألمان. أشرف السلافي النمساوي فرانتيشيك بالاكي على المؤتمر. كان معظم الحاضرين من التشيك والسلوفاك. دعا بالاكي إلى تعاون آل هابسبورغ، ودعم هذه العائلة الملكية معتبرًا إياها الشكل السياسي الأكثر قدرة على حماية شعوب وسط أوروبا. عندما طلب منه الألمان إعلان تأييده لرغبتهم في الوحدة القومية، رد عليهم بالرفض لأن ذلك سوف يؤثر سلبًا على سلطة عائلة هابسبورغ، وقال: «في الحقيقة، لو لم تكن النمسا موجودة منذ زمن طويل، لكان تأسيسها أمرًا ضروريًا لمصلحة أوروبا ومصلحة الإنسانية بحد ذاتها».
اجتمع البرلمان السلافي خلال الاضطراب الثوري عام 1848. خرج سكان براغ الشباب إلى الشوارع، وفي خضم هذه الفوضى أصابت رصاصة طائشة زوجة المشير ألفرد الأول، أمير عائلة فينديش غريتس النمساوية، وقائد القوات النمساوية في براغ. في ردة فعل غاضبة على ما حدث، أمر فينديش غريتس قواته باحتلال المدينة وحل البرلمان وإعلان القانون العرفي في جميع أرجاء بوهيميا.

## القومية السلافية بين السلافيين الجنوبيين

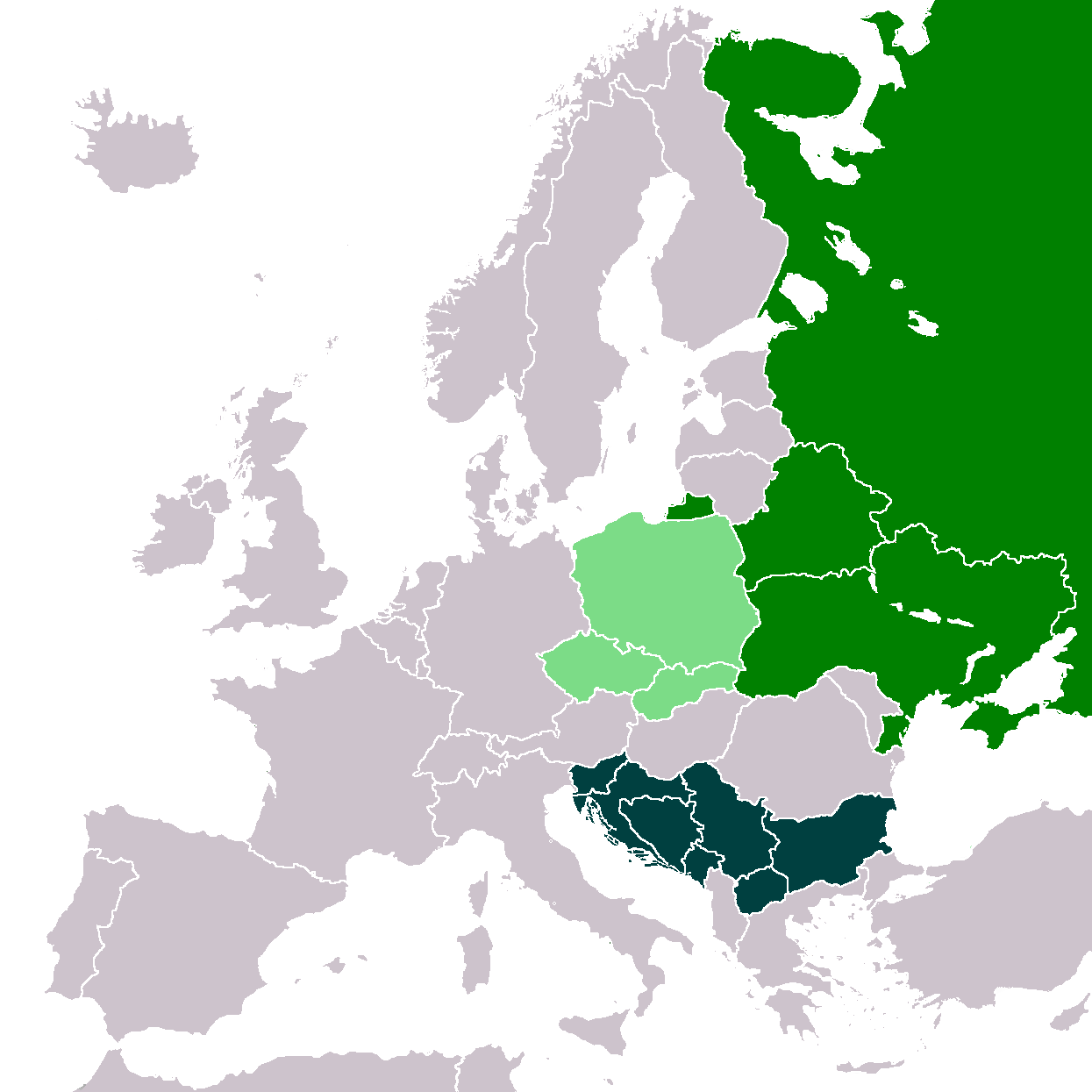
السلاف في أوروبا

لطالما لجأ سلافيو الجنوب القوميون إلى روسيا طلبًا للدعم. دعت الحركة السلافية الجنوبية إلى استقلال الشعوب السلافية في الإمبراطورية النمساوية المجرية وجمهورية البندقية والدولة العثمانية. سعى بعض المفكرين الصرب إلى توحيد جميع السلاف البلقانيين الجنوبيين، إن كانوا كاثوليك مثل الكرواتيين والسلوفينيين أو أرثوذكس مثل الصرب والبلغاريين في دولة واحدة هي «الدولة السلافية الجنوبية للأديان الثلاثة».
خشيت النمسا من أن يشكل القوميون السلاف خطرًا على الإمبراطورية. توزع السلاف الجنوبيون ضمن الإمبراطورية النمساوية المجرية ضمن عدة مناطق: السلوفينيون في الجزء النمساوي والكروات والصرب في الجزء المجري ضمن مملكة كرواتيا وسلوفينيا المستقلة وفي الجزء النمساوي ضمن مملكة دالماسيا، وفي البوسنة والهرسك تحت السيطرة المباشرة لفيينا. نتيجة وجودها في مراكز مختلفة ضمن الإمبراطورية النمساوية المجرية، ظهرت عدة أهداف وأولويات للحركات السلافية الجنوبية داخل الإمبراطورية. ظهر بديل قوي للقومية السلافية الشاملة هو السلافية النمساوية، خصوصًا بين الكروات والسلوفينيين. نتيجة تبعثر الصرب ضمن مناطق عديدة، ووجود علاقات بينهم وبين مملكة صربيا التي كانت دولة قومية مستقلة، كانوا من الداعمين الأقوياء لاستقلال السلاف الجنوبيين عن الإمبراطورية النمساوية المجرية وتوحيدهم في دولة مستقلة خاضعة لحكم الملكية الصربية.
في عام 1863، أحيت الجمعية اللغوية الصربية الذكرى الألف لوفاة القديس كيرلس قبل ألف عام. تحدث رئيس الجمعية ديمتري ماتيتش عن إنشاء شعب سلافوني «نقي» عرقيًا قائلًا: «بمساعدة الرب، يجب أن يكون هناك شعب سلافوني كامل بوجوه سلافونية صافية وشخصية سلافونية صافية».
بعد الحرب العالمية الأولى، أدى إنشاء مملكة يوغوسلافيا تحت حكم عائلة كارادورديفيتش الملكية الصربية إلى توحيد معظم الأمم المتحدثة بالسلافية بصرف النظر عن الخلفيات الثقافية والدينية. كان البلغاريون هم الوحيدون الذين لم يشملهم هذا التوحيد، لكن العديد من الدعوات ظهرت في السنوات التالية للحرب العالمية الثانية لضم بلغاريا إلى يوغوسلافيا العظمى، وبالتالي توحيد جميع الدول الجنوبية المتحدثة بالسلافية في دولة واحدة. أُلغيت هذه الفكرة بعد حدوث خلاف بين جوزيف بروز تيتو وجوزيف ستالين عام 1948. أساء هذا الأمر إلى العلاقات بين شعبي يوغوسلافيا وبلغاريا.
بعد انتهاء الحرب العالمية الثانية، أصبح الزعيم الحزبي الكرواتي جوزيف بروز رئيسًا، وأصبحت الدولة جمهورية اشتراكية. شجع تيتو على التآخي والوحدة مما يعني المساواة بين المجموعات العرقية ومن بينها الأقليات غير السلافية. قادت هذه السياسات إلى تشكيل تعايش مشترك سلمي وازدهار للبلاد استمرا حتى تفكك الاتحاد الفدرالي.

## القومية السلافية في روسيا
القومية السلافية منتشرة بين المهاجرين من الاتحاد السوفييتي السابق إلى البلدان السلافية في الاتحاد الأوروبي. تعبر هذه الحركة عن درجة كبيرة من الشعبوية والحنين إلى الحقبة السوفييتية، بالإضافة إلى المشاعر القوية المعادية للغرب.
خلال فترة وجود الاتحاد الأوروبي، نظرت التعاليم البلشفية إلى القومية السلافية كعنصر ناتج عن ردة فعل وُجدت في السابق في الإمبراطورية الروسية. نتيجة ذلك، رأى البلشفيون أن هذه النزعات القومية معادية لأيديولوجيتهم الماركسية. لكن وخلال الحرب العالمية الثانية، وجدت حكومة ستالين فائدة في الاستغلال السياسي للقومية السلافية، أدى هذا إلى عقد مؤتمر سلافي في موسكو عام 1942.

## التطورات المعاصرة
كانت الفكرة الأصلية المنادية بتوحيد الشعوب السلافية قد شارفت على الزول بعد الحرب العالمية الأولى، تجسد ذلك بالمقولة الشائعة «وضعت اتفاقيتا فرساي وتريانون حدًا لجميع أشكال القومية السلافية»، وانتهى الحديث حول هذا الموضوع بسقوط الشيوعية في وسط وشرق أوروبا في أواخر ثمانينيات القرن العشرين. مع تفكك الدول الفدرالية، مثل تشيكوسلوفاكيا ويوغوسلافيا، ومشكلة السيطرة الروسية على أي تنظيم قومي سلافي مقترح، اعتُبرت فكرة القومية السلافية بحكم الميتة في العالم الغربي.
في يومنا الحالي توجد درجات متنوعة للعلاقات بين الدول السلافية، تتراوح من الاحترام المتبادل الذي تسوده المساواة والتعاطف وصولًا إلى الكراهية والعدائية التقليدية، أو التجاهل وعدم الاكتراث. عدا عن المنظمات ذات التوجهات الثقافية والمتعلقة بالإرث الحضاري المشترك، لا وجود لأي شكل من أشكال التقارب المنظم بين الدول ذات الأصل السلافي. حتى أن الأحزاب السياسية التي تذكر القومية السلافية كبند ضمن أهدافها تضعها على هامش الطيف السياسي (كمثال على ذلك نذكر أن مرشحي حزب زفياتشيك سلوفيانسكي السلافي لم يحصلوا إلا على بعضة آلاف من الأصوات). في الوقت المعاصر، تصدر الدعوات الداعية إلى القومية السلافية غالبًا من بيلاروسيا وروسيا وصربيا وسلوفاكيا.

## إنشاء اللغات القومية السلافية
ألهم التشابه بين اللغات السلافية الكثيرين من أجل العمل لإنشاء لغات سلافية شاملة، أي لغات مصنعة مصممة ليستخدمها جميع أفراد الشعوب السلافية في التواصل مع بعضهم البعض. أُنشئ عدد من هذه اللغات في الماضي، لكن وبسبب ظهور الإنترنت، ظهر العديد من اللغات السلافية الأخرى في العصر الرقمي. أكثر اللغات السلافية الشاملة المعاصرة رواجًا هي اللغة الإنترسلافية.[بحاجة لمصدر]